# Карденьядіхо
Карденьядіхо (ісп. Cardeñadijo) — муніципалітет в Іспанії, у складі автономної спільноти Кастилія-і-Леон, у провінції Бургос. Населення — 1123 особи (2010).
Муніципалітет розташований на відстані близько 210 км на північ від Мадрида, 5 км на південь від Бургоса.

## Демографія
Динаміка населення (INE ):